# Mikel Labaka
Mikel Labaka (Azpeitia, 10 de agosto de 1980) é um ex-futebolista profissional espanhol, que atuava como defensor.

## Carreira
Nascido em Azpeitia, País Basco, Labaka chegou ao Real Sociedad ao plantel juvenil com 17 anos. Depois de atuar 3 temporadas no Real Sociedad B ele fez sua estreia profissional no Real Unión da (Segunda División B) e depois emprestado ao Ciudad de Murcia (Segunda División), ficando uma temporada por empréstimo em cada.